# Psittacara
Psittacara je jedním ze čtyř rodů aratingů. Jsou to střední až velcí ptáci žijící ve Střední a Jižní Americe. Nadřazená čeleď jsou papouškovití. Až do roku 2013 se předpokládalo, že všechny druhy z tohoto rodu patří do rodu Aratinga, avšak toto tvrzení bylo vyvráceno. Celkový počet podřazených druhů je jedenáct.
Mezi nejznámější zástupce patří aratinga červenolící, druh, běžně chovaný v zajetí, a aratinga zelený. I přesto jsou ptáci z rodu Aratinga oblíbenější, než zástupci rodu Psittacara. Rozdíly mezi nimi ale nejsou příliš velké.

## Popis

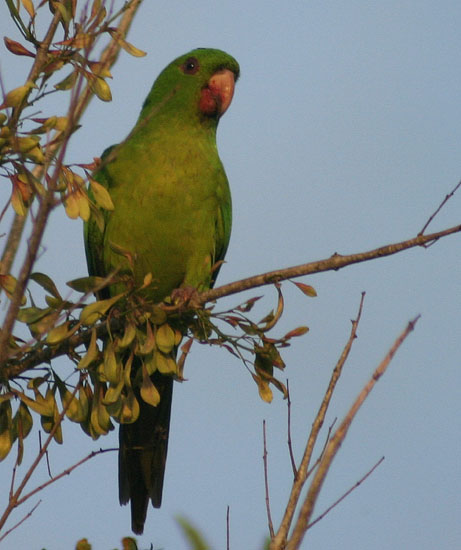
Aratinga zelený

Aratingové z rodu Psittacara se podobají těm z rodu Aratinga i Eupsittula; jejich zbarvení je převážně zelené s pestřejším peřím na hlavě. Mimo to se ale nejedná o příliš výrazné ptáky. Žijí v menších skupinkách a vyhledávají suché husté lesy. Živí se ovocem, ořechy nebo rostlinami, pěstovanými na plantážích; rýží, kukuřicí a podobně.
Obecně jsou arartingové běžně dostupní ptáci, které je možné vidět i v klecích chovatelů, ale existují i výjimky. Například aratingu sokorskému přísluší status ohrožený, dále pak aratinga zelenokřídlý a kubánský mají status zranitelný. Méně významný je pak aratinga červenolící, který má dle IUCN status téměř ohrožený.

## Druhy
- Aratinga sokorský (Psittacara brevipes)
- Aratinga zelenokřídlý (Psittacara chloropterus)
- Aratinga portorický (Psittacara maugei)†
- Aratinga červenolící (Psittacara erythrogenys)
- Aratinga kubánský (Psittacara euops)
- Aratinga rudočelý (Psittacara finschi)
- Aratinga zelený (Psittacara holochlorus)
- Aratinga kropenatý (Psittacara leucophthalmus)
- Aratinga škraboškový (Psittacara mitratus)
- Aratinga červenohrdlý (Psittacara rubritorquis)
- Aratinga nikaragujský (Psittacara strenuus)
- Aratinga skvrnitý (Psittacara wagleri)